# Bildhauerhaus (Burghausen)

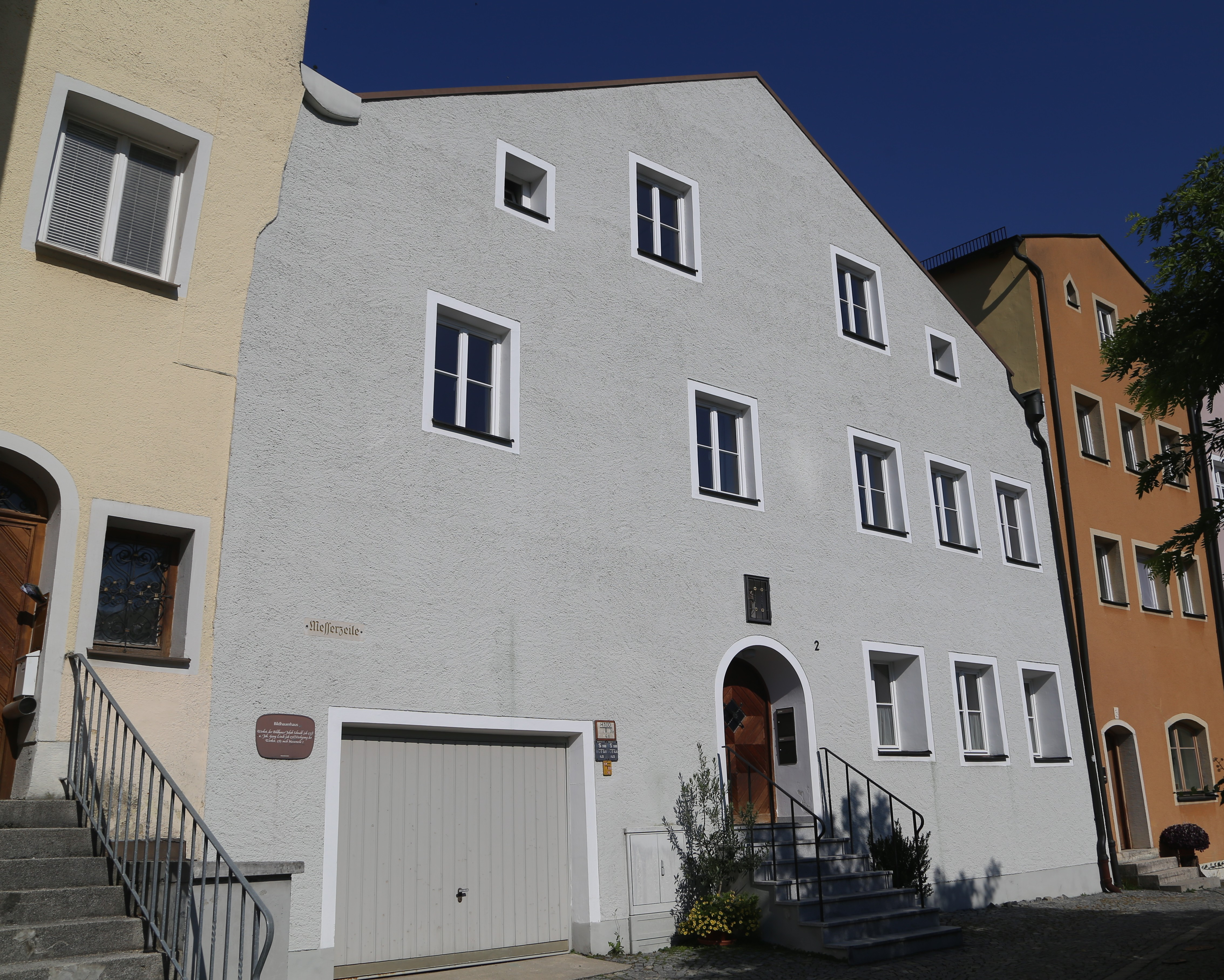
Bildhauerhaus in der Messerzeile

Das sogenannte Bildhauerhaus ist ein Baudenkmal in der Altstadt von Burghausen. Das Gebäude beherbergte im 18. Jahrhundert die Werkstatt der Bildhauer Johann Georg Lindt und Thomas Jorhan.

## Gebäude
Bei dem Gebäude in der Messerzeile 2 handelt es sich um ein zweigeschossiges Satteldachhaus mit Dreiecksgiebel und vier Obergeschossachsen. Es wurde im 16. Jahrhundert erbaut. Auf dem 1574 von Jakob Sandtner erstellten Modell der Stadt ist ein einhüftiger Giebel zu erkennen, der 1928 im Zuge einer Erneuerung des Dachstuhls beseitigt wurde. Über der rundbogigen Eingangstüre findet sich eine rechteckige Nische mit einer Madonnenfigur. Das Gebäude steht heute unter Denkmalschutz.

## Geschichte als Bildhauerhaus

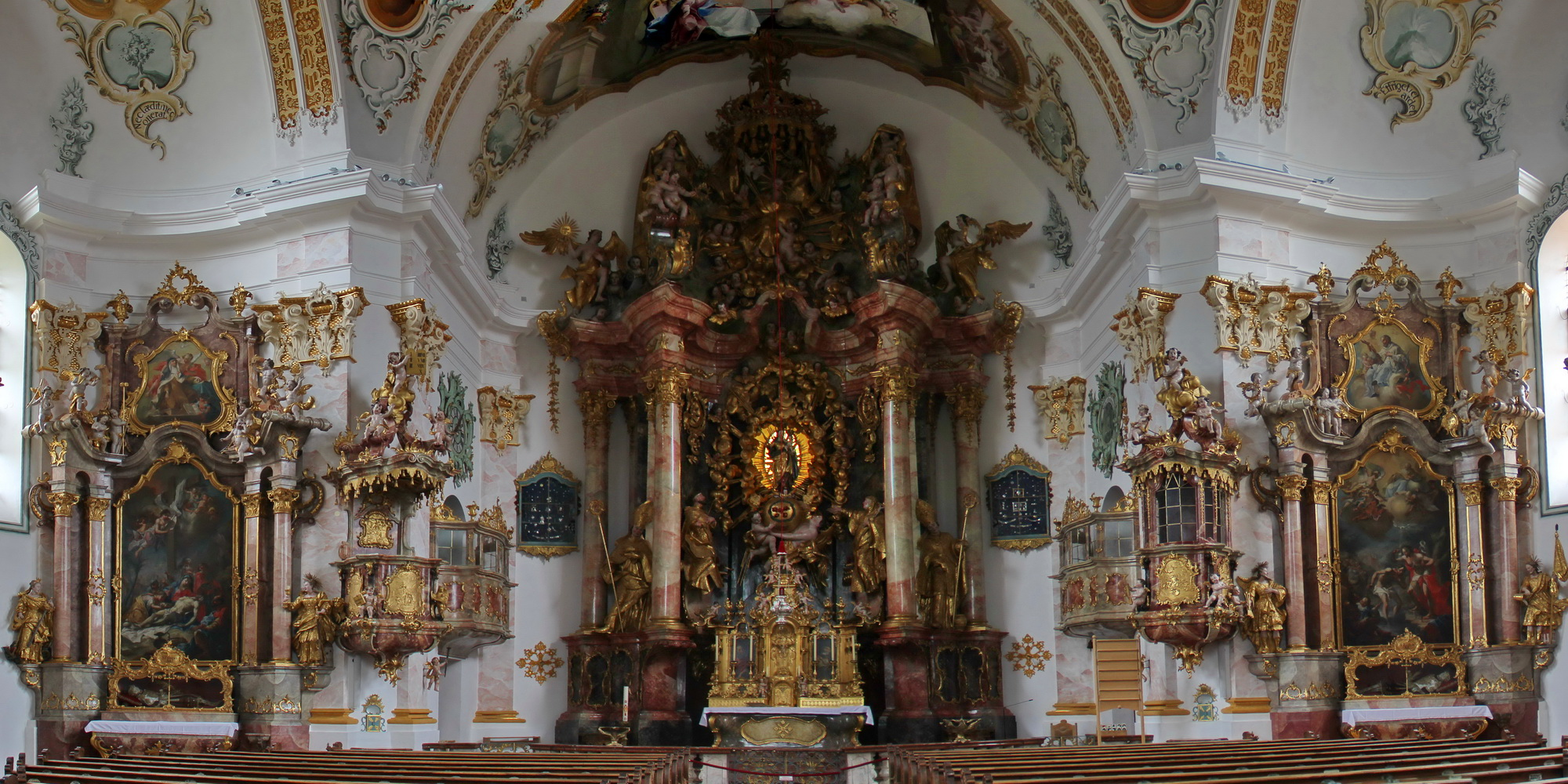
Haupt- und Seitenaltäre in Marienberg

Nach dem Tod des Burghauser Bildhauers Johann Jakob Schnabl im Jahr 1756 führte zunächst seine Frau die Werkstatt in den Grüben weiter. Nachdem auch sie zwei Jahre später gestorben war, wurde dem Bildhauer Johann Georg Lindt, der zu der Zeit in Schnabls Werkstatt als Geselle tätig war, die Bildhauergerechtigkeit übertragen. Möglich wurde dies durch die Genehmigung der Stadt und nachdem er Schnabls älteste Tochter Franziska heiratete.
Am 15. April 1763 zog Lindt mit der Werkstatt in die Messerzeile 2, nachdem er das Gebäude von dem Schneidermeister Rupert Pernsperger gekauft hatte. Lindts bedeutendstes Kunstwerk waren die Bildhauerarbeiten für die Kirche in Marienberg. Weitere Beispiele seines Schaffens sind die Figur des hl. Sebastian in St. Jakob und die Schutzengelgruppe des Klosters Heilig Schutzengel (beides Burghausen). Kurzzeitig war auch Ignaz Günther in der Werkstatt tätig.
Nach dem Tode Lindts 1795 führte Thomas Jorhan (1761–1837), ein Sohn von Christian Jorhan dem Älteren, die Werkstatt zunächst weiter, war aber nicht mehr sehr erfolgreich. Nachdem Jorhan um 1810 nach Landshut gegangen war, wurde die Burghauser Bildhauergerechtigkeit nicht erneut vergeben.